# Fuzor (astronomia)
Fuzor – obiekt astronomiczny, który jest zdolny przeprowadzać fuzję jądrową w pewnym okresie swojego istnienia. Definicja została zaproponowana przez astronoma Gibora Basriego.
Do fuzorów zgodnie z tą definicją zaliczają się wszystkie gwiazdy (także np. gwiazdy neutronowe, nie przeprowadzające obecnie syntezy jądrowej) i brązowe karły, które są zdolne syntetyzować deuter.
Dolna granica masy potrzebna do prowadzenia syntezy deuteru wynosi ok. 13 MJ. 